# Емілій Папініан
Емілій Павло Папініан (*142 — †212) — видатний давньоримський правник та політичний діяч часів династії Северів.

## Життєпис
Народився у місті Емеса (Сирія). Був родичем Юлії Домни, дружини імператора Луція Септимія Севера. Папініан став також близьким другом імператора. Вивчав право під орудою відомого правника Квінта Цервідія Сцеволи. Займав низку державних посад — magister libellorum (тобто секретар із судових прохань), префект преторія з 205 року. Супроводжував імператора в його останньому поході до Британії.
Після смерті Септимія Севера, який залишив імперію на двох своїх синів — Каракалу та Гету префект преторія Папініан проводив політику злагоди поміж братами, щоб не було збурень в імперії. Водночас протидіяв незаконним намаганням Каракалли захопити одноосібну владу, цим викликав ненависть з боку останнього. Після вбивства Гети у 212 році відбулися страти ворогів Каракалли, серед яких було вбито й Папініана.

## Правник
Більше за все Папініан відомий як визначний та вельми шанований правник Римської імперії. В юридичних справах Папініан покладався на правовий казус, разом з тим використовував праці своїх попередників. В подальшому молодих студентів, що починали вивчати Папініана називали — «Папіаністами», або «ті, хто гідні вивчення Папініана».
Значна частина праць Папініана була знищена після його смерті, більшість збереглася у подальших копіях. У 426 році праця Папаніана отримала обов'язкову юридичну силу, 595 фрагментів увійшли до Дігестів Юстиніана I.

## Твори
- Quaestiones (у 37 книгах). 198 рік.
- Responsa. 204—212 роки.
- Definitiones
- De adulteriis